# Bahnhof Barcelona-Catalunya
Der Bahnhof Barcelona-Catalunya (Katalanisch: Estació de Catalunya oder Estació de Plaça de Catalunya, Spanisch: Estación de Cataluña oder Estación de Plaza de Cataluña) ist ein S- und U-Bahnhof in der spanischen Metropole Barcelona. Er liegt unter der Plaça de Catalunya im Zentrum der Stadt, an der Grenze der Stadtbezirke Barri Gòtic und Eixample. Er wird von Zügen der Renfe und der FGC, sowie von vier Linien der Metro Barcelona, wovon zwei FGC-Linien sind, bedient.

## Geschichte
Als U-Bahnhof wurde Catalunya für 1924 für die heutige Linie L3 eröffnet, der Übergang zur L1 kam 1926 hinzu. Der Bahnhof für die Eisenbahn entstand 1931, als die Ferrocarril del Norte ihre Bahnstrecke aus Saragossa unterirdisch von ihrem bisherigen Kopfbahnhof Estación del Norte bis zur Plaça de Catalunya verlängerte, um ins Zentrum der Stadt vorzustoßen. Ende der 1960er Jahre wurde der Tunnel –  Meridiana-Tunnel genannt – nach Westen verlängert und mit dem nördlich verlaufenden Aragó-Tunnel zusammenzuschließen, um eine Verbindung zum 1970 eröffneten neuen Hauptbahnhof Barcelona-Sants herzustellen.

## Verkehr

### Renfe
Rodalies Barcelona
Die staatliche spanische Eisenbahngesellschaft Renfe bedient den Bahnhof mit den Nahverkehrslinien R1, R3, R4 und R7 der Rodalies Barcelona. Der RENFE-Bahnhof liegt in einem der beiden Tunnels, welche Sants in östliche Richtung verlassen. In diesem Tunnel bildet die RENFE mit der Metro Barcelona zwischen Catalunya und Arc de Triomf eine vierspurige Strecke.

### FGC
Catalunya ist einer der beiden Bahnhöfe – neben Espanya – der Bahngesellschaft FGC (Ferrocarrils de la Generalitat de Catalunya), von denen Züge ins katalanische Umland verkehren. Ab Catalunya verkehren die U-Bahnähnlichen Linien L6 und L7 sowie die S-Bahnähnlichen Linien S1, S2 und S5, welche aber nicht zum Rodalies-Netz gezählt werden und eher die Funktion einer Vorort-Metro haben.

### U-Bahn
Die Metro Barcelona fährt Catalunya mit den Metrolinien L1, L3, L6 und L7 an.